# Villa Mocenigo (Oriago)
Villa Mocenigo è una villa veneta della riviera del Brenta. Si trova sulla riva destra del Naviglio a Oriago di Mira. È stata sede del Centro Internazionale di Studi sull'Economia Turistica dell'università Ca' Foscari.

## Storia
La famiglia Mocenigo aveva notevoli interessi sulla riviera specialmente attorno a Dolo, dove tra il Cinque e il Seicento edificarono mulini e altre fabbriche. Successivamente vollero realizzare anche un palazzo a Oriago, forse basandosi su una costruzione precedente.
La gran parte degli studiosi ritiene la villa settecentesca (non trova molto consenso l'ipotesi del Baldan che la fa risalire al 1660-1663). In tempi più recenti passò ai De Luigi e agli Zara; attualmente è proprietà del comune di Mira, dal 1991 al 2018 è stata concessa all'università Ca' Foscari come sede del Centro Internazionale di Studi sull'Economia Turistica.

## Descrizione
Il palazzo presenta due soli piani e ben quindici assi; il suo sviluppo è quindi principalmente orizzontale, caratteristica risaltata dalle fasce marcapiano e marcadavanzale. Il fronte principale è rivolto a nordovest, verso il Naviglio.
Il partito centrale è sottolineato da un leggero aggetto e soprattutto dal frontone ad arco ribassato che lo corona, ornato da tre vasi acroteriali e dallo stemma dei Mocenigo al centro. Il portale d'ingresso, a tutto sesto, è accessibile mediante una breve scalinata ed è fiancheggiato da due monofore anch'esse ad arco. Le altre aperture sono semplici rettangoli.
La facciata a sudest si rivolge al parco (oggi notevolmente ridotto) e presenta linee analoghe a quella principale.
L'interno presenta ancora resti di stucchi e affreschi, questi ultimi attribuiti a Giandomenico Tiepolo.
Alla casa padronale è addossata una piccola barchessa costruita in un secondo tempo.